# 凯里杜鹃
凯里杜鹃（学名：Rhododendron kailiense）为杜鹃花科杜鹃花属下的一个种。

## 扩展阅读
- 維基物種上的相關：凯里杜鹃